# 白石大二
白石 大二（しらいし だいじ、1912年〈明治45年〉1月13日 - 1989年〈平成元年〉8月30日）は、日本の国語学者。文部官僚。

## 経歴
愛媛県今治市生まれ。1935年東京帝国大学文学部国文科卒。文部省に入り、文部省調査局国語課長。早稲田大学教育学部教授。1982年定年退任。現代仮名遣いの策定に関わり、国語行政を先導した。

## 著書
- 『兼好法師論 人・時代・伝統』三省堂 1942
- 『終戦後における国語改良の動向』社会社 1947
- 『国語教育序論 言語技術学習指導の基礎』生活社 1948
- 『日本語のイディオム』三省堂出版 国語双書 1950
- 『女性とことば』印刷庁・女性新書、1950
- 『国語学原論』朝倉書店 1954
- 『評釈国文学大系 第8 徒然草』河出書房 1955
- 『ことばのきまり』福村書店 国語と文学の教室 1956
- 『日本口語文法』法政大学出版局 1956
- 『教師のための文章表現の技術』明治図書出版 1957
- 『教育文法論』誠信書房 1958
- 『つれづれ草の語法と文脈』第1-3 明治書院 1959
- 『読解と表現のつまずき』明治図書出版 1959
- 『実務文章の書き方と文法』東京堂 1960
- 『日本語の発想 語源・イディオム』東京堂 1961
- 『文章第一歩』東京堂 1961
- 『解説標準語辞典』朝倉書店 1962
- 『おかあさんの国語 正しいことばのしつけ』帝国地方行政学会 1963
- 『文法以前』明治書院 明治新書 1964
- 『現代語のふるさと 「国語史」のあり方をさぐる』秀英出版 1966
- 『読み手のことを考える書き手のための文法』早稲田大学出版部 1967
- 『徒然草の語法と文脈』明治書院 1970
- 『徒然草と兼好』帝国地方行政学会 1973
- 『飲食事辞典』柴田書店 シリーズ食文化の発見 1977

### 共著編
- 『国語教育辞典』新間進一・広田栄太郎、松村明共編 東京堂 1950
- 『古典読解辞典』新間進一・広田栄太郎・松村明共編 東京堂 1953
- 『当用漢字・現代かなづかいその使い方』編 大蔵省印刷局 1958
- 『当用漢字・現代かなづかい・送りがなのつけ方』編 大蔵省印刷局 1960
- 『当用漢字・送りがな・筆順例解辞典』編 帝国地方行政学会 1964
- 『国語慣用句辞典』編 東京堂出版 1969
- 『文章辞典』編 帝国地方行政学会 1968
- 『日本語発想辞典』編 東京堂出版 1972
- 『当用漢字表・改定当用漢字音訓表・現代かなづかい・改定送り仮名の付け方』編 大蔵省印刷局 1974
- 『国語慣用句大辞典』編 東京堂出版 1977
- 『擬声語擬態語慣用句辞典』編 東京堂出版 1982
- 『新文章辞典』編著 ぎょうせい 1984
- 『常用漢字・送り仮名・現代仮名遣い・筆順例解辞典』編 ぎょうせい 1987